# Anna Gazda
Anna Jadwiga Gazda – polska leśnik, doktor habilitowany nauk rolniczych, profesor na Uniwersytecie Rolniczym im. Hugona Kołłątaja w Krakowie, specjalistka od botaniki leśnej, dendrologii oraz ekologii roślin.

## Kariera naukowa
W 1985 roku została zatrudniona na Uniwersytecie Rolniczym im. Hugona Kołłątaja w Krakowie, gdzie w 1986 roku uzyskała tytuł magistra inżyniera w zakresie leśnictwa. W 2000 roku na Wydziale Leśnym tej samej uczelni uzyskała stopień doktora nauk rolniczych w zakresie leśnictwa na podstawie rozprawy pt. Architektura osobników jeżyny gruczołowatej (Rubus hirtus Waldst. i Kit. agg) a struktura wybranych populacji tego gatunku, której promotorem była Elżbieta Pancer-Koteja. W 2014 roku ten sam wydział nadał jej stopień doktora habilitowanego nauk rolniczych w dyscyplinie leśnictwa na podstawie pracy pt. Występowanie drzew obcego pochodzenia na tle zróżnicowania lasów Polski południowej.